# Gola di Gorropu
La gola di Gorropu è un profondo canyon ubicato nel Supramonte, in Sardegna, e demarca il confine tra i comuni di Orgosolo e Urzulei. Nella varietà della lingua locale, gorropu indica un dirupo o area scavata. La gola si è originata a seguito dell’apertura di una faglia e grazie all'intensa azione erosiva provocata dalle acque del Rio Flumineddu. La Gola di Gorropu, con le sue pareti fino a oltre 500 m di altezza ed una larghezza che varia dai 4 metri nei punti più stretti per raggiungere alcune decine in altri, è considerato il canyon più profondo d'Italia e uno dei più profondi d'Europa. Le sue pareti racchiudono fossili che svelano la genesi sottomarina, avvenuta tra 190 e 60 milioni di anni fa.

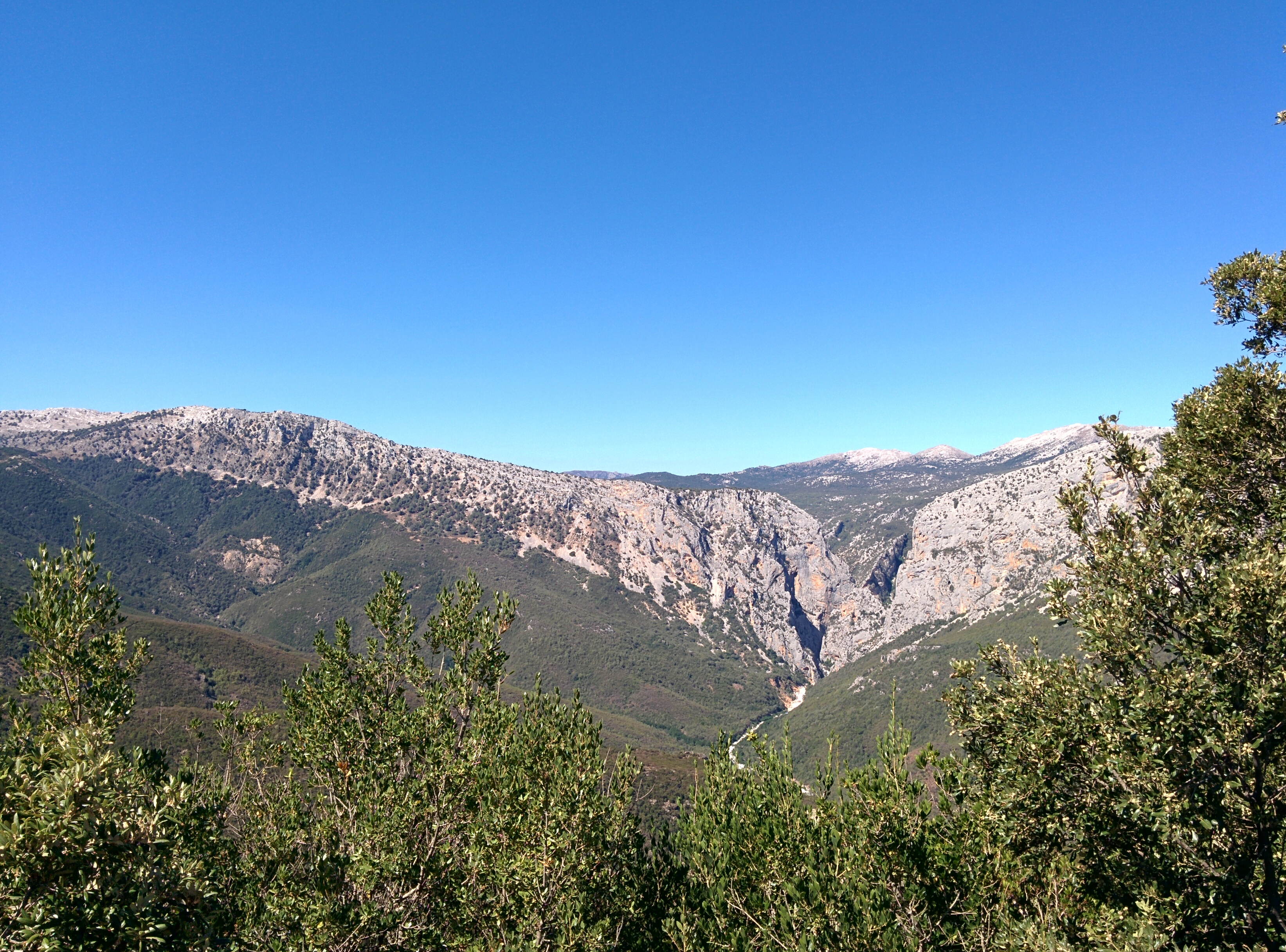
Gorropu visto dal campo base Gorropu, SS125

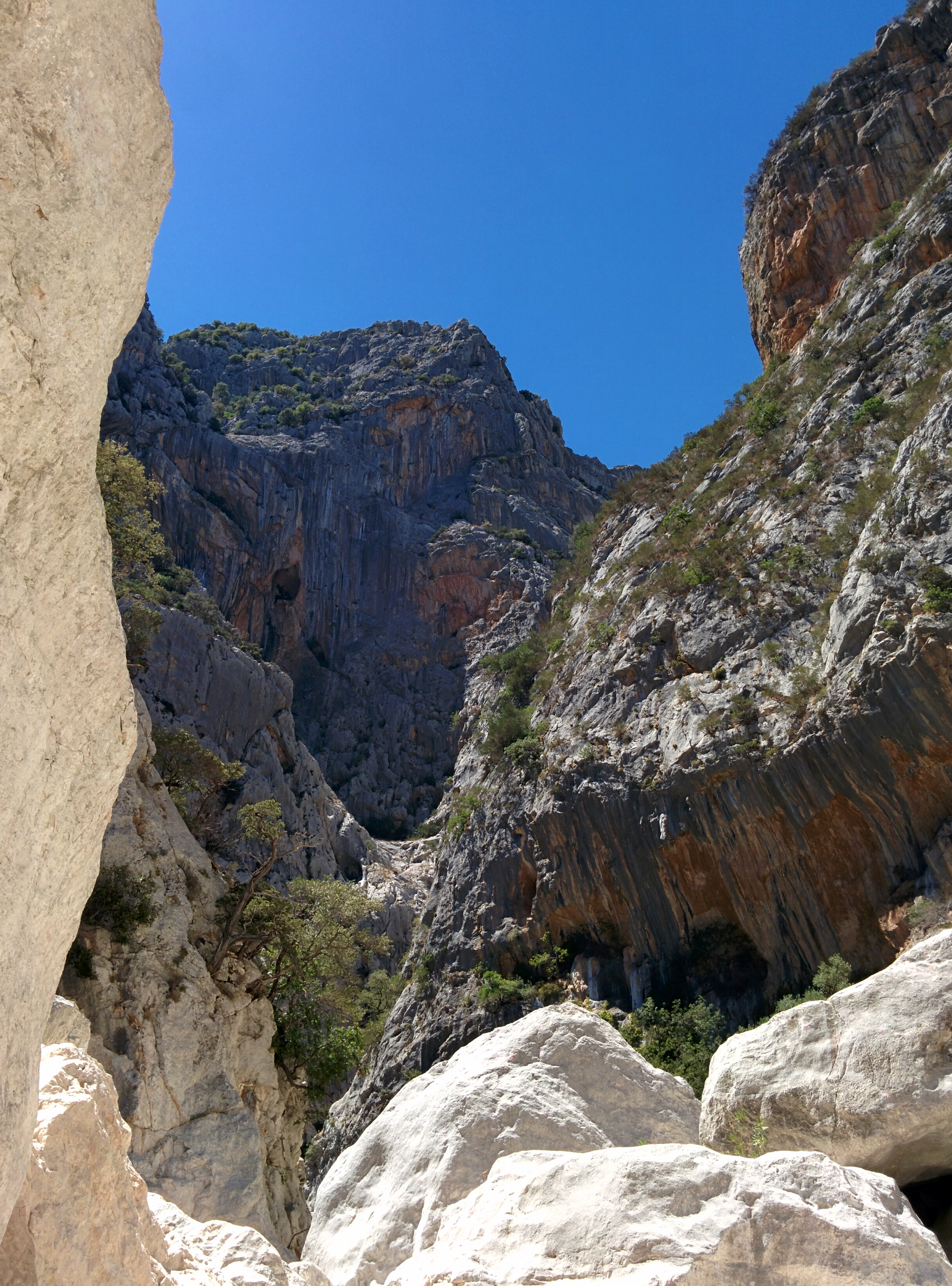
Veduta del Canyon dall'ingresso della gola

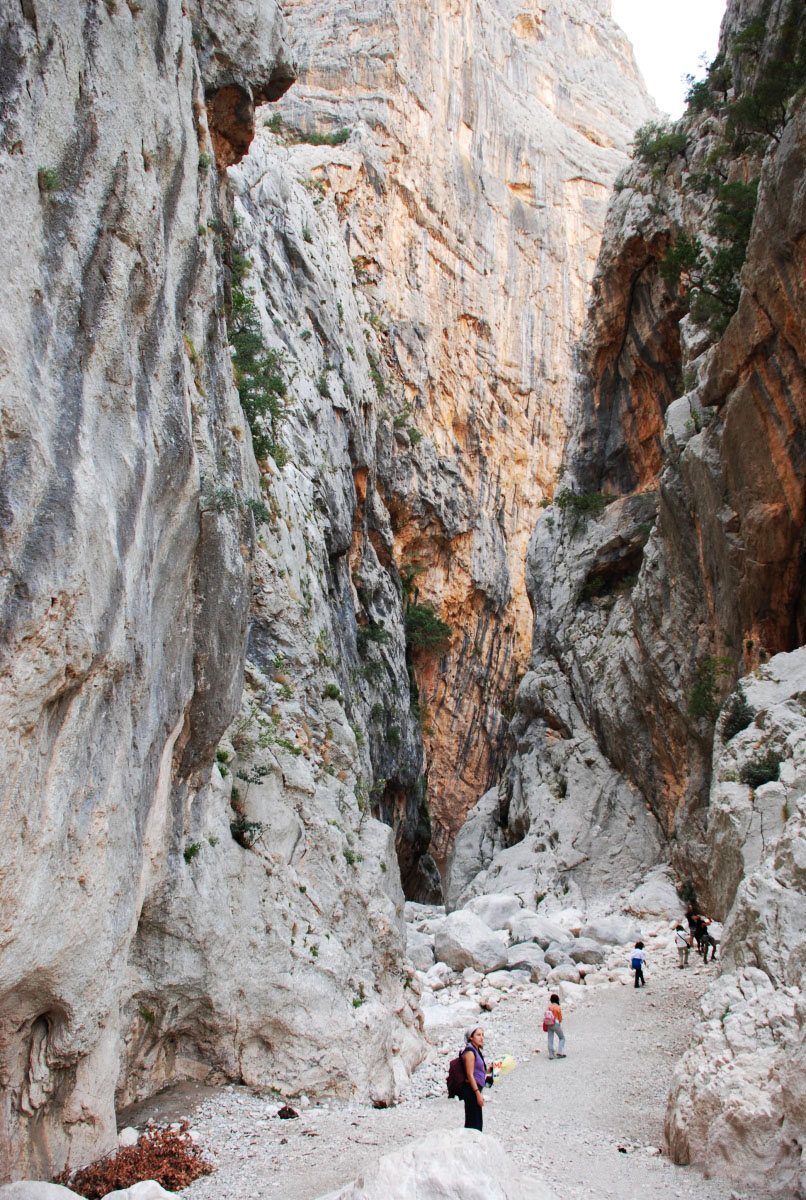
Gorropu - interno

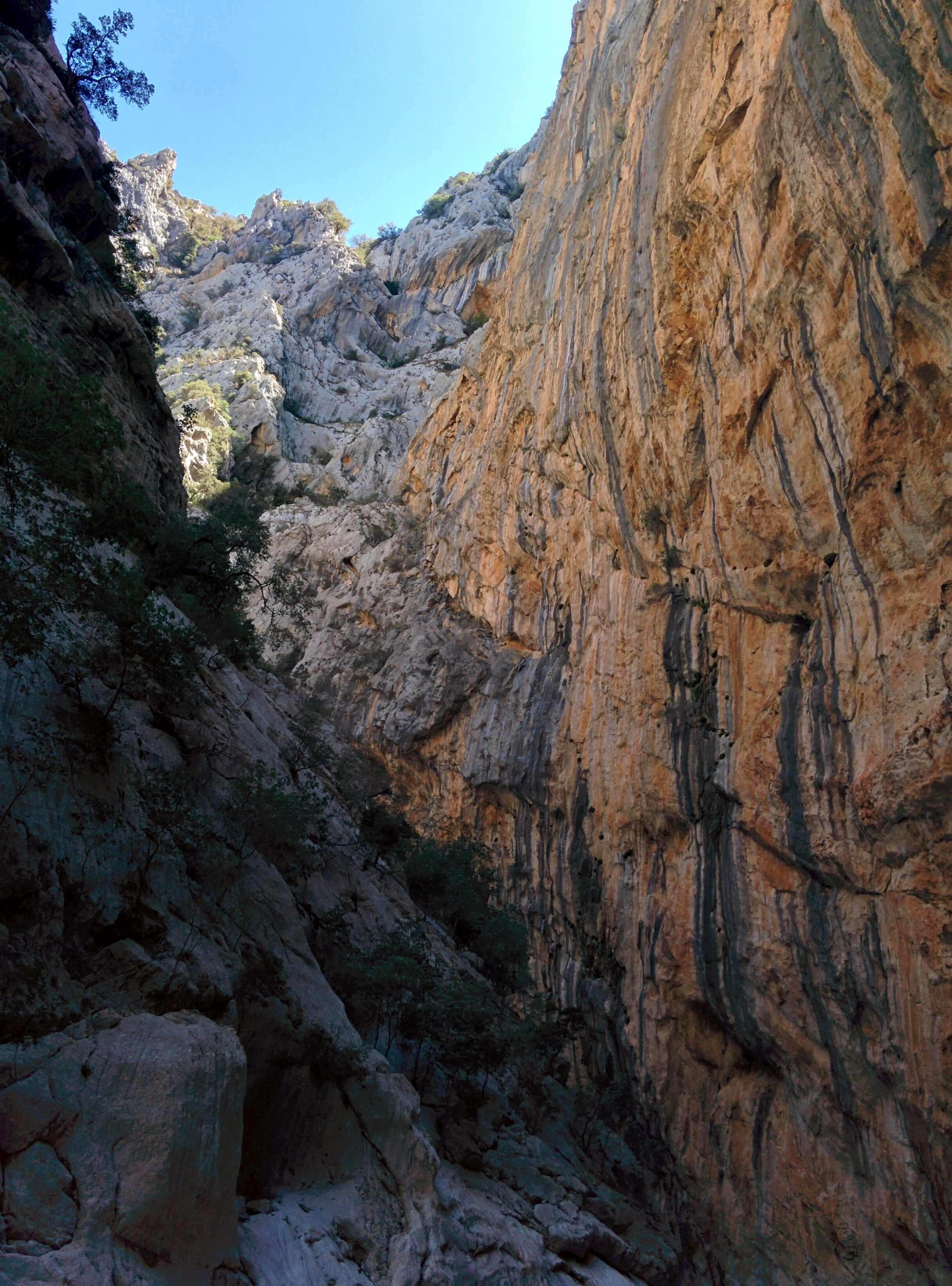
Veduta del Costone Roccioso di circa 500 metri nella parte centrale del percorso

## Geografia

### Flora e fauna
La Gola di Gorropu è caratterizzata da forti sbalzi termici per la presenza di zone poco o per nulla esposte ai raggi solari. Pertanto questo genera un habitat naturale che ospita diversi endemismi sardi, tra i quali, la aquilegia di Gorropu, detta altrimenti "nuragica" la quale vegeta esclusivamente a Gorropu ed è stata inserita dall’IUCN fra i primi endemismi a rischio di estinzione nel Mediterraneo.
A monte, prima di entrare nella gola, le acque del rio Flumineddu sgorgano dalle rocce e creano delle vasche d'acqua naturali nelle quali è possibile trovare la trota sarda e soprattutto l'euprotto sardo: un endemismo sardo-corso considerato l'anfibio più raro d'Europa oltre al geotritone del Supramonte, presente nella vicina grotta Su Palu.
Da precisare che nella Gola sono presenti piante di macchia mediterranea come la fillirea (in sardo Arridellu, Alaverru, Aliderru, Aladerru) e il tasso (in sardo eni) millenarie.
Per quanto riguarda la fauna, è possibile trovare la biscia dal collare, la martora e l'aquila reale. Assai vaste sono le colonie di mufloni, lepri sarde, volpi, ricci e cinghiali.

### Sentieri
La più immediata via d'accesso a Gorropu è quella che parte nei pressi di Urzulei, con possibilità di parcheggiare l'auto direttamente presso il passo Ghenna Sìlana lungo la strada statale 125 all'altezza del km 183 (Lat. 40° 09′ 32.0″ N – Long. 9° 30′ 29.0″ E). Un sentiero molto panoramico di 4 km porta direttamente all’ingresso della gola. Tuttavia il percorso è fortemente in dislivello e comporta per rientrare al punto di partenza una risalita di circa 650 m. (Esistono dei servizi per il rientro con mezzi fuoristrada al Passo Ghenna Silana)
Il canyon può essere raggiunto anche percorrendo un lungo sentiero (circa 7 km) che si sviluppa prevalentemente in piano costeggiando il rio Flumineddu, anche dal territorio di Dorgali. Dal paese si imbocca in auto la strada che conduce fra i vigneti della valle di Oddoene, ai piedi del Supramonte. Lasciata l'auto presso il ponte di S'Abba Arva (esiste un'omonima area di sosta attrezzata), si segue il sentiero che si snoda lungo il fiume, offrendo scorci panoramici di notevole bellezza e dando anche la possibilità di fare il bagno in uno dei laghetti naturali formati dal torrente. Dal medesimo punto di partenza si possono raggiungere altre località del Supramonte, quali il villaggio nuragico di Tiscali.
Il canyon può essere raggiunto percorrendo un percorso escursionistico (il sentiero Sedda ar Bacas - Gorropu B-502) esperto per il quale è necessaria l'adeguata attrezzatura e possibilmente una guida. Il sentiero si sviluppa per una lunghezza di 12 chilometri, superando un dislivello di 200 metri, fino a raggiungere la gola di Gorropu, in fondo alla quale scorre il Rio Flumineddu.

## Storia
La presenza sul posto di numerosi nuraghi denota come la civiltà nuragica sin dall'età del bronzo ha abitato e sfruttato questa risorsa naturale. 
La stessa struttura di base del canyon nonché la sua posizione geografica le conferivano in passato una funzione strategico-difensiva.
Gran parte dei villaggi, delle tombe dei giganti e alcune mura difensive sono poste più internamente e in una zona sopraelevata rispetto alla gola.